# ابن عربي (فرقة)
فرقة ابن عربي فرقة مغربية للإنشاد الصوفي تعتبر من أقدم الفرق تأسست عام 1988 في مدينة طنجة بالمغرب ولا تزال تمارس نشاطها حتى الوقت الحالي. تخصصت بالموسيقى الصوفية الآلية والإنشاد الصوفي وتحاول إعادة إحياء الألحان الموسيقية التاريخية المعروفة والشائعة في الصوفية.

## التأسيس
انطلقت الفرقة من الزاوية الصديقية الدرقاوية الواقعة في مدينة طنجة شمال المغرب وهي من أشهر الزوايا الصوفية المغربية التي تشتهر بالسماع. حيث قام أحمد الخليع بالعمل على تأسيس فرقة للإنشاد الصوفي وكان هدفه «رفع مذهب الصوفية عالياً» فكانت فرقة ابن عربي التي انطلقت عام 1988.

## التسمية
تمت تسمية الفرقة بفرقة ابن عربي تيمناً بالشيخ ابن عربي الملقب بالشيخ الأكبر والذي يعتبر من كبار المتصوفة والفلاسفة المسلمين، وهو الذي تنسب إليه الطريقة الأكبرية الصوفية.

## أعضاء الفرقة[1]
- عبد الله المنصور عازف الدفّ ومنشد الفرقة.
- أحمد الخليع مايسترو الفرقة ومؤسسها الحاصل على الدكتوراة في التصوف والموسيقى الروحية من جامعة السوربون الفرنسية.
- هارون تبول عازف العود.
- عبد الواحد الصنهاجي عازف الناي.
- كيفان شميراني.
- أسامة الخليع.

## أسلوب الفرقة
تركز الفرقة على اختيار كلمات أغانيها من القصائد الصوفية الشهيرة لشخصيات صوفية معروفة مثل ابن عربي وابن الفارض ورابعة العدوية والسهروردي وغيرهم وقد حاولت هذه الفرقة أن تنقل ملامح التصوف في الأندلس من خلال إحياء الموسيقى الصوفية الأصيلة التي كانت معروفة هناك. ويقول عبد الله منصور
«تحاول الفرقة الجمع بين مفهوم المقام الروحي والمقام النغمي الموسيقي في أدائها، فهي تحاول الجمع بين المقام الروحي العرفاني الموجود في أشعار كبار أصحاب أهل الله تعالى على أمثال الشيخ الأكبر الذي تحمل الفرقة اسمه وسيدي عمر بن الفارض وابن الفارض الصغير الذي كان يقال عليه سيدي محمد الحراق دفين تطوان بشمال المغرب، والمقام النغمي الموسيقي في أدائها المتمثل في الألحان المستخرجة من الزوايا عمومًا ومن زوايا عماد المغربي خصوصًا».

## وصلات خارجية
1. الموقع الرسمي
2. قناة الفرقة على يوتيوب